# Молочная (Магаданская область)
Молочная — упразднённый посёлок в Хасынском городском округе (Хасынском районе) Магаданской области. Упразднён в 2016 году.

## География
Поселок расположен на месте впадения ручья Красноармейского в реку Уптар . Расстояние до центра городского округа, посёлка городского типа Палатка —41 км, до Магадана — 55км.
Ближайшие населенные пункты —  Сплавная, Сокол, Уптар.

### Часовой пояс
Посёлок Молочная, как и вся Магаданская область, находится в часовой зоне МСК+8. Смещение применяемого времени относительно UTC составляет +11:00.

## История
1 июля 2016 года постановлением правительства Магаданской области посёлок был упразднён.

## Население
| 2002 | 2005 | 2006 | 2007 | 2010 |
| ---- | ---- | ---- | ---- | ---- |
| 0    | →0   | →0   | →0   | →0   |

## Инфраструктура
Отсутствует.